# My Heaven Is Your Hell
My Heaven Is Your Hell – pierwszy singel promujący album The Monsterican Dream fińskiego zespołu hardrockowego Lordi.
1000 egzemplarzy singla zawierało dodatkowo jedną z ośmiu różnych naklejek, z czego na 600 z nich znalazł się podpis jednego lub wszystkich członków zespołu.

## Lista utworów
1. „My Heaven Is Your Hell” – 3:48
2. „Wake The Snake” – 3:46

## Twórcy
- Mr. Lordi – śpiew
- Amen – gitara elektryczna
- Kalma – gitara basowa
- Kita – instrumenty perkusyjne
- Enary – instrumenty klawiszowe